# Jean Widmer
Jean (Hans) Widmer (* 31. března 1929 Frauenfeld, Švýcarsko) je francouzský typograf narozený ve Švýcarsku.
Studoval na Kunstgewerbeschule v Curychu a poté pokračoval ve studiu na École des Beaux Arts. Jeho kariéra v oblasti grafického designu začala a skončila ve Francii. Působil jako umělecký vedoucí a fotograf pro agenturu SNIP, pro obchodní dům Galeries Lafayette v letech 1955–1959 a pracoval pro módní časopis Jardin des Mode v letech 1961–1970. Potom odešel, aby s manželkou Nicole vytvořil vlastní agenturu Visuel design. Jeho studio mělo na starosti program firemních identit, značení a informační systém pro Centre Georges Pompidou, Musée d'Orsay, Institut du monde arabe. Widmer navrhl první systém turistického značení pro francouzské dálnice. Logo Centre George Pompidou odráží architekturu budovy. Jeho jednoduché formy návrhu byly založeny na účelu modernismu: forma sleduje funkci.
V plakátech pro Centre de création industrielle velice zajímavě a efektivně použil tvary, kruhy či ovály.